# Chaetonotus luporinii
Chaetonotus luporinii is een buikharige uit de familie Chaetonotidae. De wetenschappelijke naam van de soort werd in 1996 voor het eerst geldig gepubliceerd door Balsamo, Fregni & Tongiorgi. De soort wordt in het ondergeslacht Schizochaetonotus geplaatst.